# Europamästerskapen i konståkning 2025
Europamästerskapen i konståkning 2025 hölls mellan den 28 januari och 2 februari 2025 i Tondiraba jäähall i Tallinn i Estland. Det var den 116:e upplagan av europamästerskapen i konståkning. 

## Program
| Datum              | Disciplin | Tid   | Gren              |
| ------------------ | --------- | ----- | ----------------- |
| Onsdag 29 januari  | Paråkning | 13:00 | Kortprogram       |
| Onsdag 29 januari  | Damer     | 17:00 | Kortprogram       |
| Torsdag 30 januari | Herrar    | 13:10 | Kortprogram       |
| Torsdag 30 januari | Paråkning | 19:00 | Friåkningsprogram |
| Fredag 31 januari  | Isdans    | 12:30 | Rytmisk dans      |
| Fredag 31 januari  | Damer     | 18:00 | Friåkningsprogram |
| Lördag 1 februari  | Isdans    | 13:00 | Fridans           |
| Lördag 1 februari  | Herrar    | 18:00 | Friåkningsprogram |
| Söndag 2 februari  | —         | 15:30 | Uppvisningsgala   |

- Alla listade tider är lokal tid (UTC+02:00).[2]

## Medaljsammanfattning

### Medaljörer
Medaljer tilldelades de konståkare som slutade bäst i varje disciplin:
| Disciplin | Guld                                   | Silver                                 | Brons                                 |
| Herrar    | Lukas Britschgi                        | Nikolaj Memola                         | Adam Siao Him Fa                      |
| Damer     | Niina Petrõkina                        | Anastasija Gubanova                    | Nina Pinzarrone                       |
| Paråkning | Minerva Fabienne Hase / Nikita Volodin | Sara Conti / Niccolò Macii             | Anastasija Metiоlkina / Luka Berulava |
| Isdans    | Charlène Guignard / Marco Fabbri       | Jevgenija Lopareva / Geoffrey Brissaud | Lilah Fear / Lewis Gibson             |

Små medaljer tilldelades de konståkare som uppnådde högst placering i kortprogram eller rytmisk dans i varje disciplin:
| Disciplin | Guld                                   | Silver                                 | Brons                                |
| Herrar    | Adam Siao Him Fa                       | Nika Egadze                            | Vladimir Samojlov                    |
| Damer     | Anastasija Gubanova                    | Niina Petrõkina                        | Kimmy Repond                         |
| Paråkning | Minerva Fabienne Hase / Nikita Volodin | Sara Conti / Niccolò Macii             | Marija Pavlova / Aleksej Svjattjenko |
| Isdans    | Charlène Guignard / Marco Fabbri       | Jevgenija Lopareva / Geoffrey Brissaud | Lilah Fear / Lewis Gibson            |

Små medaljer tilldelades de konståkare som uppnådde högst placering i friåkningsprogram eller fridans i varje disciplin:
| Disciplin | Guld                                   | Silver                     | Brons                                 |
| Herrar    | Lukas Britschgi                        | Nikolaj Memola             | Adam Siao Him Fa                      |
| Damer     | Niina Petrõkina                        | Anastasija Gubanova        | Nina Pinzarrone                       |
| Paråkning | Minerva Fabienne Hase / Nikita Volodin | Sara Conti / Niccolò Macii | Anastasija Metiоlkina / Luka Berulava |
| Isdans    | Charlène Guignard / Marco Fabbri       | Lilah Fear / Lewis Gibson  | Juulia Turkkila / Matthias Versluis   |

### Medaljer per nation
Medaljtabellen för den totala placeringen:
| Nr                  | Nation              | Guld | Silver | Brons | Totalt |
| ------------------- | ------------------- | ---- | ------ | ----- | ------ |
| 1                   | Italien             | 1    | 2      | 0     | 3      |
| 2                   | Estland             | 1    | 0      | 0     | 1      |
| 2                   | Schweiz             | 1    | 0      | 0     | 1      |
| 2                   | Tyskland            | 1    | 0      | 0     | 1      |
| 5                   | Frankrike           | 0    | 1      | 1     | 2      |
| 5                   | Georgien            | 0    | 1      | 1     | 2      |
| 7                   | Belgien             | 0    | 0      | 1     | 1      |
| 7                   | Storbritannien      | 0    | 0      | 1     | 1      |
| Totalt (8 nationer) | Totalt (8 nationer) | 4    | 4      | 4     | 12     |